# Фейрмаунт (Іллінойс)
Фейрмаунт (англ. Fairmount) — селище (англ. village) в США, в окрузі Вермільйон штату Іллінойс. Населення — 612 особи (2020).

## Географія
Фейрмаунт розташований за координатами 40°2′44″ пн. ш. 87°49′45″ зх. д. / 40.04556° пн. ш. 87.82917° зх. д. (40.045565, -87.829304).  За даними Бюро перепису населення США в 2010 році селище мало площу 0,82 км², уся площа — суходіл.

## Демографія
Згідно з переписом 2010 року, у селищі мешкали 642 особи в 255 домогосподарствах у складі 185 родин. Густота населення становила 785 осіб/км².  Було 280 помешкань (342/км²).
Расовий склад населення:
| - 98,4 % — білих - 0,2 % — чорних або афроамериканців - 0,2 % — азіатів |

До двох чи більше рас належало 1,2 %. Частка іспаномовних становила 0,2 % від усіх жителів.
За віковим діапазоном населення розподілялося таким чином: 25,5 % — особи молодші 18 років, 57,4 % — особи у віці 18—64 років, 17,1 % — особи у віці 65 років та старші. Медіана віку мешканця становила 39,4 року. На 100 осіб жіночої статі у селищі припадало 90,5 чоловіків;  на 100 жінок у віці від 18 років та старших — 91,2 чоловіків також старших 18 років.
Середній дохід на одне домашнє господарство  становив 49 142 долари США (медіана — 40 536), а середній дохід на одну сім'ю — 56 427 доларів (медіана — 52 813). Медіана доходів становила 37 500 доларів для чоловіків та 33 125 доларів для жінок. За межею бідності перебувало 6,4 % осіб, у тому числі 5,0 % дітей у віці до 18 років та 6,8 % осіб у віці 65 років та старших.
Цивільне працевлаштоване населення становило 299 осіб. Основні галузі зайнятості: освіта, охорона здоров'я та соціальна допомога — 18,1 %, виробництво — 14,7 %, мистецтво, розваги та відпочинок — 13,0 %.